# Activos a largo plazo
Activos a largo plazo son los activos tangibles con un promedio de vida superior a un año, que no está hecho para revender y que es usado en las operaciones de un negocio; estas pueden incluir planta y equipo, pero no inventario o cuentas por cobrar. Estos activos son considerados dentro de un balance como activos no corrientes.
Los activos a largo plazo son aquellos que tienen una apariencia física, y pueden ser tocados, tales como monedas, edificios, bienes inmuebles, vehículos, inventario, equipos, y metales preciosos entre otros.